# Ameca (kommun)
Ameca är en kommun i Mexiko.   Den ligger i delstaten Jalisco, i den centrala delen av landet, 500 km väster om huvudstaden Mexico City.
Följande samhällen finns i Ameca:
- Ameca
- Los Pocitos
- El Portezuelo
- El Brillante Fraccionamiento
- La Higuera
- Los Morillos
- El Naranjo
- La Estancita
- Las Raíces
- El Arco